# Juan David Aldana
Juan David Aldana Castro (Bogotá, 8 de abril de 1996-Ib, 5 de marzo de 2020) fue un modelo, actor, deportista y concursante televisivo colombiano. Es conocido por sus participaciones en los programas  Reto 4 Elementos y Guerreros.

## Biografìa
Nació en Bogotá en 1996, siendo hijo de Mercedes Castro. Su padre murió cuando Juan tenía apenas cuatro años. Fue ganador del concurso Musclemania® Colombia Champion con medalla de oro. Al año siguiente representó a su país en una competencia latinoamericana  de fitness logrando la medalla de bronce.. Desde muy joven se introdujo en la industria del modelaje desempeñándose en pasarela, imagen comercial, fotografía de moda, grabaciones, eventos showroom y formando parte de protocolo con algunas marcas. Fue un influencer de acondicionamiento físico colombiano que se dio a conocer por compartir fotos de entrenamiento físico y modelaje a través de Instagram.
En televisión trabajó como actor en la serie Tu voz estéreo. Es principalmente recordado por miles de personas por darse a conocer en Reto 4 Elementos por RCN Televisión, famoso reality de resistencia, donde concursó con su equipo "Fitness" y logró quedar de finalista. En este formato el artista se destacó por su fuerza, valor y compañerismo durante toda la competencia. Allí se desempeñó como entrenador, teniendo como anfitriones a la actriz y conductora Carolina Guerra y al actor Edgar Vittorino, con Gustavo Blanco y Edward Pinzón como comentaristas.
En 2019 ingresó al famoso programa Guerreros, del Canal Uno, donde compitió de la mano del equipo de los "Leones", dirigido por el presentador Josse Narváez. Allí compartió con modelos y celebridades como Paola Usme, Esteban Bernal, Claudia Castro, Cuca Caicedo, Sebastián Tamayo, entre otros.

## Muerte
Aldana falleció en un trágico accidente de tránsito el jueves 5 de marzo de 2020 cerca de las 21 hs. El joven de 23 años viajaba en su moto cuando se estrelló contra un muro en el norte de Bogotá y perdió la vida al instante. El hecho ocurrió en la calle 100 con carrera 15, mientras se desplazaba en su vehículo motorizado de marca Kawasaki. Cuando fueron a socorrerlo lo encontraron ya sin signos vitales. Según dijo un testigo una de las hipótesis del accidente fue que el piso estaba resbaloso, por todo lo que ha llovido ese día. El capitán Albeiro Cerinza, Oficial de Inspección de Tránsito, aseguró que el móvil que manejan por ahora del trágico accidente, es el exceso de velocidad, situación que habría llevado al joven deportista perder el control del cilindro y estrellarse contra un muro de contención del deprimido. Sin embargo, testigos del hecho comentaron que los huecos en el asfalto habrían desencadenado que el motero perdiera el equilibrio. Horas antes de morir se había reconciliado con su novia de concurso Melany Flórez

## Televisión
- 2019/2020: Guerreros
- 2019: Reto 4 Elementos
- 2016: Tu voz estéreo